# 梅内尔瓦勒
梅内尔瓦勒（法語：Ménerval，法語發音：[menɛʁval]）是法国滨海塞纳省的一个市镇，属于迪耶普区。

## 地理
梅内尔瓦勒（49°33'53"N, 1°39'27"E）面积12.43 平方千米，位于法国诺曼底大区滨海塞纳省，该省份为法国北部沿海省份，其西部及北部濒大西洋英吉利海峡，东起顺时针与索姆省、瓦兹省、厄尔省和卡爾瓦多斯省接壤。
与梅内尔瓦勒接壤的市镇（或旧市镇、城区）包括：布雷蒙捷-梅尔瓦勒、布赖地区当皮埃尔、杜多维尔、欧塞、索蒙拉波特里。

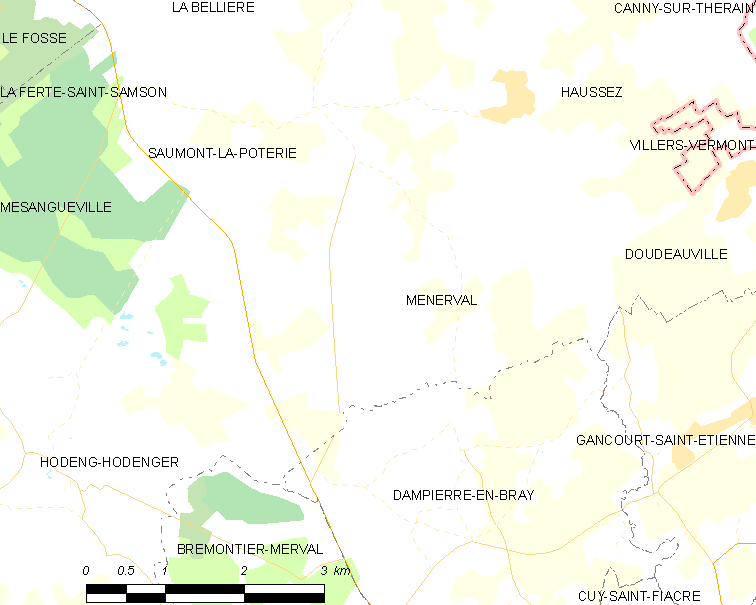
梅内尔瓦勒的OSM定位图

梅内尔瓦勒的时区为UTC+01:00、UTC+02:00（夏令时）。

## 行政
梅内尔瓦勒的邮政编码为76220，INSEE市镇编码为76423。

## 政治
梅内尔瓦勒所属的省级选区为布赖地区古尔奈县。

## 人口

1962-2008年间梅内尔瓦勒人口变化图示

梅内尔瓦勒于2022年1月1日时的人口数量为173人。